# Cashmere Mafia
Cashmere Mafia er en amerikansk tv-serie, der blev bragt på det amerikansk tv-netværk ABC fra den 6. januar til den 20. februar 2008. Serien var skabt af Kevin Wade, der også var executive producer sammen med Darren Star, Gail Katz, Jeff Rake og Michael Pressman samt Susie Fitzgerald som co-executive producer. Peyton Reed instruerede de få første afsnit. 
ABC besluttede ikke at køre serien i en ny sæson. Serien er udgivet på DVD af Sony Pictures Home Entertainment.
Cashmere Mafia følger fire ambitiøse kvinder, der har været veninder siden handelsskolen. 
| Fjernsyn | Spire Denne artikel om et tv-program er en spire som bør udbygges. Du er velkommen til at hjælpe Wikipedia ved at udvide den. |